# Soten, Småland
Soten är en sjö i Gislaveds kommun i Småland och ingår i Nissans huvudavrinningsområde. Sjön är 4,6 meter djup, har en yta på 0,03 kvadratkilometer och befinner sig 164 meter över havet.